# Stagonolepis
Stagonolepis byl poměrně rozšířený rod étosaurního plaza, žijícího v období svrchního triasu na území Jižní Ameriky, Skotska a Polska (lokalita Krasiejów).

## Popis
Stagonolepis dosahoval asi třímetrové délky a byl pomalu se pohybujícím býložravým čtvernožcem, jehož tělo bylo chráněno sérií zkostnatělých štítků. Ty jej chránily před útoky dravých tekodontů, žijících ve stejné době (například rod Polonosuchus). V poměru ke své velikosti měl stagonolepis velmi malou hlavu, dosahující délky jen asi 25 cm (méně než 10% celkové délky těla). V přední části čelistí neměl tento plaz žádné zuby, místo toho mu tlama vybíhala v nahoru ohnutý rypec. Ten mu zřejmě pomáhal vyrývat rostliny i s kořeny, podobně jako to dělají dnešní vepři. Kolíkovité zuby v zadní části čelistí byly vhodným nástrojem k rozmělnění tuhé vegetace, jako byly přesličky, kapradiny a cykasy.

## Paleobiologie
Nový výzkum anatomie předních končetin ukazuje, že tento archosauromorf zřejmě dokázal svými silnými pažemi s výraznými drápy aktivně rozhrabávat povrch a dostával se tak k rostlinné potravě pod zemí.

## Systematika
V současnosti jsou popsány tři platné druhy rodu Stagonolepis: S. robertsoni (1844), S. wellesi (1989) a S. olenkae (2010; polská lokalita Krasiejów).